# Marceli Szpak dziwi się światu
Marceli Szpak dziwi się światu – telewizyjny serial animowany dla dzieci, powstały w latach 1984–1986 w Studiu Filmów Rysunkowych w Bielsku-Białej. Autorką scenariusza jest Joanna Pollakówna.

## Tytuły odcinków
- Wizyta w borsuczej norze
- Konkurs skoków
- Przyjęcie u Sowy
- Marceli Szpak zbiera grzyby
- Rozmaitości świata
- Zimowy powrót
- Dzielna mysz Felicja
- Trochę o strachach…
- Wszystko jak co roku
- Spotkanie
- Szpak na nartach
- Pora korali

## Głosów użyczyli
- Leopold Matuszczak – Marceli Szpak
- Krzysztof Krupiński – Leszek Zając